# Estación de Motors
Motors es un proyecto de estación de la línea 10 del metro de Barcelona. Se ubicará en la avenida de la Zona Franca, a la altura de la calle Motors, en la futura zona residencial de La Marina del Prat Vermell. 

## Historia
La estación de Motors aparece proyectada dentro del trazado de la L10 en el PDI 2001-2010. El 15 de octubre de 2010 la Generalidad de Cataluña adjudicó la construcción, conservación, mantenimiento y explotación de la estación, por un período de 30 años, a un consorcio formado por las empresas Dragados, Comsa Emte Concesiones y ACSA Obras e Infraestructuras.
El 12 de marzo de 2011, cuando ya estaba construido el túnel y los andenes, el Consejero de Territorio y Sostenibilidad, Lluís Recoder, anunció que debido a un recorte presupuestario, la entrada en servicio de la estación quedaba pospuesto sine die. Se prevé su inauguración en 2028.

## Líneas
| << cabecera | < estación  | línea  | estación > | cabecera >> |
| ----------- | ----------- | ------ | ---------- | ----------- |
| Metro       |             |        |            |             |
| Pratenc     | Zona Franca | (2028) | Foc        | Gorg        |